# Topiramat
Topiramatul este un medicament utilizat ca agent antiepileptic, în tratamentul unor tipuri de epilepsie și al migrenelor. Calea de administrare disponibilă este cea orală.

## Utilizări medicale
Topiramatul este utilizat în monoterapie și terapie adjuvantă în tratamentul crizelor convulsive parțiale, cu sau fără generalizare secundară, la adulți și copii cu vârsta mai mare de 6 ani. Este utilizat și ca adjuvant în convulsii inițial parțiale cu sau fără generalizare secundară sau convulsii tonico-clonice primar generalizate și pentru tratamentul convulsiilor asociate cu sindromul Lennox-Gastaut.
Mai este utilizat adesea pentru profilaxia migrenelor deoarece scade frecvența apariției crizelor migrenoase.

## Reacții adverse
Principalele efecte adverse asociate tratamentului cu topiramat sunt: parestezia, scăderea apetitului, senzația de oboseală, durerile abdominale și problemele de concentrare. Reacții mai severe pot include tendința de suicid, creșterea nivelului de amoniac cu riscul instalării encefalopatiei și pietrele la rinichi.

## Contraindicații
Topiramatul nu poate fi utilizat în sarcină, deoarece este asociat cu un risc mai crescut de dezvoltare a malformațiilor congenitale la făt. Nu este recomandat nici în alăptare.